# Crauthem
Crauthem (en luxemburguès: Krautem; en alemany: Krauthem) és una vila de la comuna de Roeser del districte de Luxemburg al cantó d'Esch-sur-Alzette. Està a uns 8,6 km de distància de la Ciutat de Luxemburg.